# Liste des tournées de Michael Jackson
 (décembre 2018).
Si vous disposez d'ouvrages ou d'articles de référence ou si vous connaissez des sites web de qualité traitant du thème abordé ici, merci de compléter l'article en donnant les références utiles à sa vérifiabilité et en les liant à la section « Notes et références ».
Pour un article plus général, voir Michael Jackson.

## Tournées avec les Jackson Five/The Jacksons
| Année     | Nom de la tournée                  | Nombre de spectateurs | Nombre de concerts | Nombre de pays visités   | Durée    | Notes |
| --------- | ---------------------------------- | --------------------- | ------------------ | ------------------------ | -------- | --- |
| 1970      | The Jackson 5 First National Tour  | inconnu               | 14                 | 1 (États-Unis)           | 7 mois   | Première tournée américaine des Jackson Five. C'est aussi la première tournée de leur carrière. La tournée passera notamment à New York au Madison Square Garden le 10 octobre 1970. |
| 1971      | The Jackson 5 Second National Tour | inconnu               | 33                 | 1 (États-Unis)           | 7 mois   | Deuxième tournée américaine des Jackson Five. La tournée passera notamment par Miami Beach le 2 janvier 1971 et par New York au Madison Square Garden le 16 juillet 1971. |
| 1971-1972 | The Jackson 5 US Tour              | inconnu               | 51                 | 2 (États-Unis et Canada) | 14 mois  | La tournée a commencé en août 1971 à Des Moines en Iowa, est passé dans la ville de Toronto puis a traversé plusieurs ville des États-Unis. |
| 1972      | The Jackson 5 European Tour        | inconnu               | 8                  | 4                        | 10 jours | Première tournée européenne des Jackson Five. La tournée passera notamment par Paris à L'Olympia le 6 novembre 1972 et par Londres à l'Empire Pool le 12 novembre 1972 mais aussi par La Belgique, les Pays-Bas et L'Allemagne. |
| 1973-1975 | The Jackson 5 World Tour           | inconnu               | inconnu            | 15                       | inconnue | Première tournée mondiale des Jackson Five. La tournée passera par les États-Unis dont un concert le 22 juillet 1973 au Madison Square Garden de New York, un concert le 26 août 1973 au Forum de Los Angeles, un concert au Forum de Los Angeles, un concert encore au Madison Square Garden de New York en 1974 et un concert au Radio City Music Hall de New York en 1975. Un total de 42 concerts seront donnés à Las Vegas au MGM Grand Las Vegas. Ensuite, traversera plusieurs dont le Japon, l'Australie, la Nouvelle-Zélande, Porto Rico, le Canada, le Mexique, le Sénégal, le Panama, le Venezuela, le Brésil, ou encore Hong Kong. |
| 1976      | The Jackson 5 Final Tour           | inconnu               | 6                  | 1 (Philippines)          | 7 jours  | Dernière tournée des Jackson Five. La tournée se passera essentiellement aux Philippines. |
| 1977      | The Jacksons Tour                  | inconnu               | inconnu            | 4                        | inconnue | Première tournée du groupe rebaptisé The Jacksons. La tournée se passera essentiellement en Europe, plus exactement en France, en Allemagne, aux Pays-Bas et au Royaume-Uni (où ils ont chanté lors de la Royal Command Performance pour la reine Élisabeth II). |
| 1978      | Goin' Places Tour                  | inconnu               | inconnu            | inconnu                  | 3 mois   | La tournée passera par Los Angeles au Dodger Stadium, le 13 mai 1978, et l'Europe. |
| 1979-1980 | Destiny Tour                       | inconnu               | 127                | 12                       | 20 mois  | La tournée a commencé en janvier 1979 à Brême en Allemagne, puis a traversé plusieurs pays dont la France, le Royaume-Uni, les Pays-Bas, l'Espagne, l'Afrique du Sud, le Sénégal et les États-Unis. |
| 1981      | Triumph Tour                       | 600 000               | 42                 | 1 (États-Unis)           | 2 mois   | Spectacles des Jacksons notamment au Madison Square Garden de New York et au Forum de Los Angeles. |
| 1984      | Victory Tour                       | 2 millions            | 55                 | 2 (États-Unis et Canada) | 5 mois   | A été la plus grosse tournée effectuée par un groupe de musique. D'après les rumeurs, Michael Jackson aurait été en désaccord avec le promoteur de la tournée, Don King. Ce fut la dernière tournée des frères Jackson.La tournée passera notamment par le Giants Stadium et le Madison Square Garden de New York et par le Dodger Stadium de Los Angeles. |

## Tournées solo
| Année     | Nom de la tournée    | Nombre de spectateurs | Nombre de concerts | Nombre de pays visités | Durée   | Notes |        |
| --------- | -------------------- | --------------------- | ------------------ | ---------------------- | ------- | --- | ------ |
| 1987-1989 | Bad World Tour       | 4,4 millions          | 123                | 15                     | 16 mois | Première tournée mondiale solo de Michael Jackson. Elle a été la plus grosse tournée jamais effectuée, avec près de 229 millions de dollars de bénéfices (record pour un artiste solo masculin).La tournée passera notamment par le Wembley Stadium de Londres, le Parc des Princes de Paris, le Tokyo Dome de Tokyo, le Madison Square Garden de New York ou encore le Memorial Sports Arena de Los Angeles. |        |
| 1992-1993 | Dangerous World Tour | 3,9 millions          | 69                 | 26                     | 17 mois | Certains concerts de la fin de la tournée sont annulés à la suite d'une plainte déposée par un adolescent en 1993 (Jordy Chandler) pour attouchements sexuels et en raison de l'état de santé de Michael Jackson. |        |
| 1996-1997 | HIStory World Tour   | 4,5 millions          | 82                 | 35                     | 13 mois | La tournée (la dernière de Michael Jackson) a battu les recettes du Bad World Tour, en engrangeant près de 178 millions de dollars. Les seuls concerts sur le sol américain ont été joués à Hawaï. |        |
| 2009-2010 | This Is It           | 0                     | 0                  | 1 (Royaume-Uni)        | 8 mois  | Concerts à l'O2 Arena de Londres prévus du 13 juillet 2009 au 6 mars 2010 et qui auraient dû marquer son retour sur scène. Annulés en raison de son décès le 25 juin 2009. | Annulé |

## Concerts spéciaux
| Date                             | Nom du concert                                                         | Nombre de spectateurs | Nombre de concerts | Nombre de pays visités               | Durée   | Notes |        |
| -------------------------------- | ---------------------------------------------------------------------- | --------------------- | ------------------ | ------------------------------------ | ------- | --- | ------ |
| 29 janvier 1980                  | UNICEF Benefit Concert "Because We Care"                               | 3000                  | 1                  | 1 (États-Unis)                       | 1 jour  | Concert caritatif donné au Dorothy Chandler Pavilion à Los Angeles pour l'UNICEF. Michael Jackson interprète Rock With You. |        |
| 8 décembre et 9 décembre 1995    | One Night Only                                                         | 3 000                 | 2                  | 1 (États-Unis)                       | 2 jours | Concerts privés prévus au Beacon Theater de New York pour la sortie de son album HIStory et qui devaient être retransmis sur la chaine américaine HBO le 10 décembre 1995 puis dans de nombreux pays à travers le monde notamment sur Canal+ en France. L'audience prévue devait être de 350 millions de téléspectateurs à travers le monde. | Annulé |
| 16 juillet 1996                  | Live At Jerudong Park Garden (His Majesty's 50th Birthday Celebration) | 60 000                | 1                  | 1 (Brunei)                           | 1 jour  | Concert gratuit au Jerudong Park à Bandar Seri Begawan donné à l'occasion des 50 ans de Hassanal Bolkiah, le Sultan de Brunei. Le concert est un mélange de la setlist du Dangerous Tour et du HIStory tour. |        |
| 25 juin et 27 juin 1999          | MJ & Friends                                                           | 120 000               | 2                  | 2 (Corée du Sud, Allemagne)          | 2 jours | Concerts caritatifs au Stade olympique de Munich (Allemagne) et au Stade olympique de Séoul (Corée du Sud) en faveur de la Croix-Rouge, la fondation Nelson-Mandela et à l'UNESCO. |        |
| 31 décembre 1999                 | The Millenium Concerts                                                 | 110 000               | 2                  | 2 (États-Unis, (Hawaï) et Australie) | 1 jour  | Concerts prévus le 31 décembre 1999 au Telstra Stadium de Sydney en Australie et au Aloha Stadium d'Honolulu à Hawaï aux États-Unis pour le passage à l'an 2000. Les concerts auraient été donnés tous les 2 le 31 décembre grâce au décalage horaire. | Annulé |
| 7 septembre et 10 septembre 2001 | Michael Jackson - 30th Anniversary Celebration                         | 40 000                | 2                  | 1 (États-Unis)                       | 2 jours | Concerts au Madison Square Garden de New York en l'honneur des 30 ans de carrière solo de Michael Jackson, réunissant des dizaines de stars (Britney Spears, Usher, Whitney Houston, N'Sync, Liza Minnelli, ...) venues rendre un hommage au roi de la musique pop. Les Jackson Five se sont reformés exceptionnellement après 17 ans, le temps d'un medley. Le prix des places étaient de 45 $ à 1 500 $. Ces deux concerts restent les concerts vendus le plus rapidement de l'histoire, à savoir quasi-instantanément. |        |
| 21 octobre 2001                  | United We Stand: What More Can I Give                                  | 46 000                | 1                  | 1 (États-Unis)                       | 1 jour  | Concert caritatif au RFK Stadium de Washington, D.C. afin de récolter des fonds pour les familles des victimes des attentats du 11 septembre 2001. |        |
| 24 avril 2002                    | Michael Jackson: Live at the Apollo 2002                               | inconnue              | 1                  | 1 (États-Unis)                       | 1 jour  | Concert organisé par le Parti Démocrate américain à l'Apollo Theater de Harlem à New York. Michael Jackson interprète Dangerous, Black Or White (avec Dave Navarro, ancien guitariste du groupe Red Hot Chili Peppers) et Heal The World. |        |

## Pays dans lesquels Michael Jackson a donné des concerts
| Amériques | Europe | Asie | Océanie                                   | Afrique                                                         |
| --- | --- | --- | ----------------------------------------- | --------------------------------------------------------------- |
| - Amérique du Nord : - États-Unis - Canada - Mexique - Amérique centrale & Caraibes : - Jamaïque - Panama - Porto Rico - Trinité-et-Tobago - Amérique du Sud : - Argentine - Brésil - Chili - Venezuela | - Allemagne - Autriche - Belgique - Danemark - Espagne - Estonie - Finlande - France - Hongrie - Irlande - Italie - Luxembourg - Norvège - Pays-Bas - Pologne - Portugal - République tchèque - Roumanie - Royaume-Uni - Suède - Suisse - Russie - Turquie | - Brunei - Chine ( Taïwan, Hong Kong) - Corée du Sud - Inde - Israël - Japon - Malaisie - Philippines - Singapour - Thaïlande | - Australie - Nouvelle-Zélande - Nolaniee | - Afrique du Sud - Îles Canaries ( Espagne) - Sénégal - Tunisie |